# Sallach (Niedermurach)

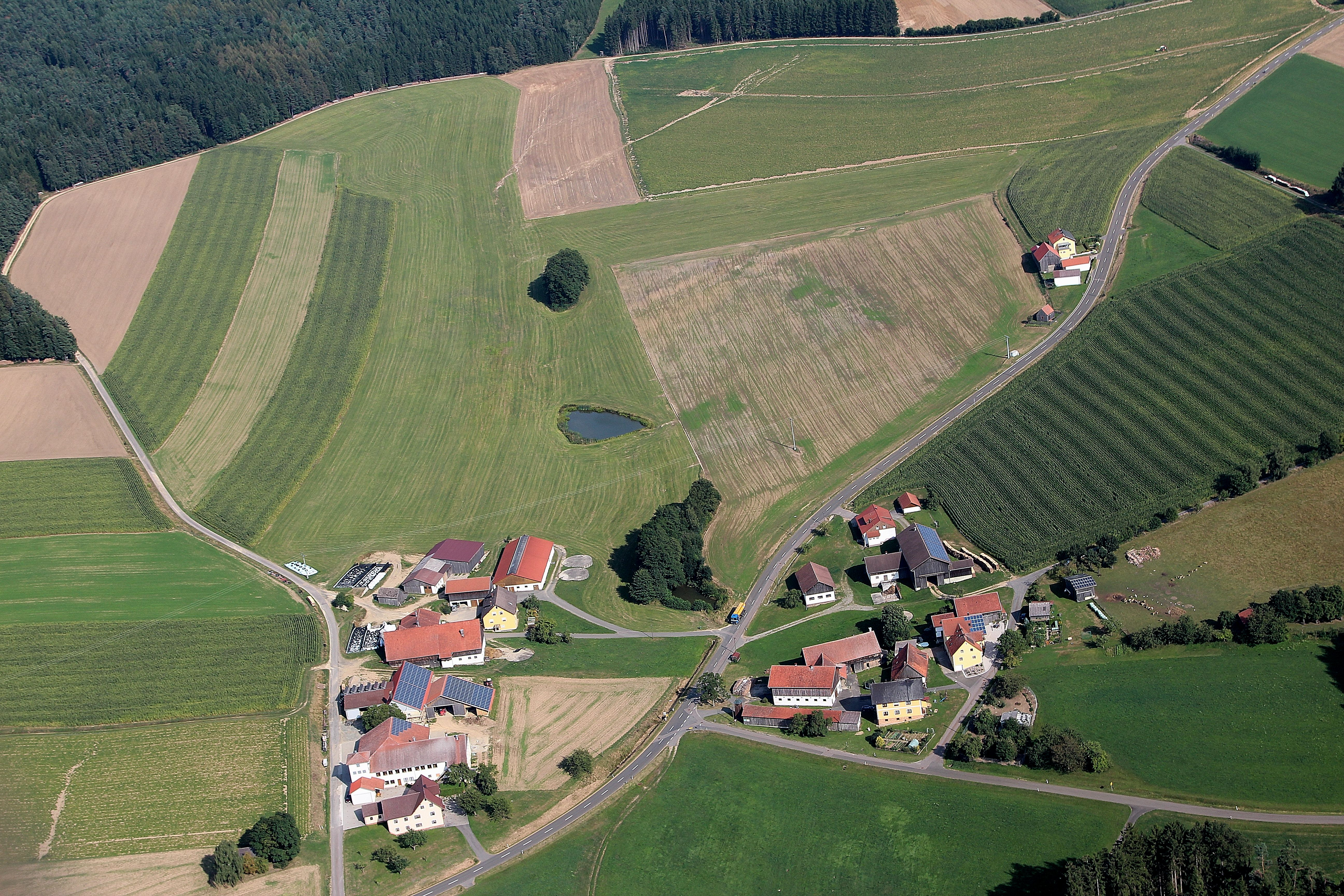
Sallach (2013)

Sallach ist ein Ortsteil der Gemeinde Niedermurach im Oberpfälzer Landkreis Schwandorf (Bayern).

## Geographische Lage
Sallach liegt ungefähr drei Kilometer südlich von Niedermurach am Südwesthang des 655 m hohen Kätzlesberges.

## Geschichte
Sallach wird erstmals 1270 in der Güterbeschreibung des bayerischen Herzogs erwähnt.
Im Bericht des Kaplans Heinrich Beier von 1580 wird Sallach als zur Pfarrei Schloss Murach gehörig erwähnt.
Dann wird Sallach in der Grenzbeschreibung des Pflegeamts Murach von 1581 schriftlich erwähnt.
Es gehörte zur Gemeinde Wagnern, die aufgrund der zersplitterten Herrschaftsverhältnisse vier verschiedenen niederen Gerichten unterstellt war.
In Sallach gehörten zwei Mannschaften  zu Christoph von Dorndorf und der Rest zum Pflegeamt Murach.
Trotz dieser verworrenen Herrschaftsverhältnisse zeigte die Gemeinde Wagnern mit ihren 5 Ortsteilen: Wagnern, Mantlarn, Sallach, Altweichelau und Schwaighof ein ausgeprägtes Zusammengehörigkeitsgefühl und wusste sich gegen verschiedene Willkürmaßnahmen und Ungerechtigkeiten ihrer verschiedenen Obrigkeiten durchaus zu wehren.
Auch in den Musterungsprotokollen von 1587 taucht Sallach auf.
1946 als die Regierung in Regensburg die Zerschlagung der Gemeinde Wagnern verfügte, wobei Sallach mit Schwaighof an Niedermurach kam, wehrte sich die Bevölkerung erfolgreich, so dass 1948 die Gemeinde Wagnern im früheren Umfang wieder hergestellt wurde.
Zum Stichtag 23. März 1913 (Osterfest) war Sallach Teil der Pfarrei Oberviechtach und hatte 5 Häuser und 34 Einwohner. 1924 wurde Sallach aus Oberviechtach nach Dieterskirchen umgepfarrt.
Am 31. Dezember 1968 hatte die Gemeinde Wagnern mit ihren fünf Ortsteilen Wagnern, Mantlarn, Sallach, Altweichelau und Schwaighof 172 Einwohner und eine Fläche von 697 ha.
Am 31. Dezember 1990 hatte Sallach 33 Einwohner und gehörte zur Pfarrei Dieterskirchen.

## Bilder

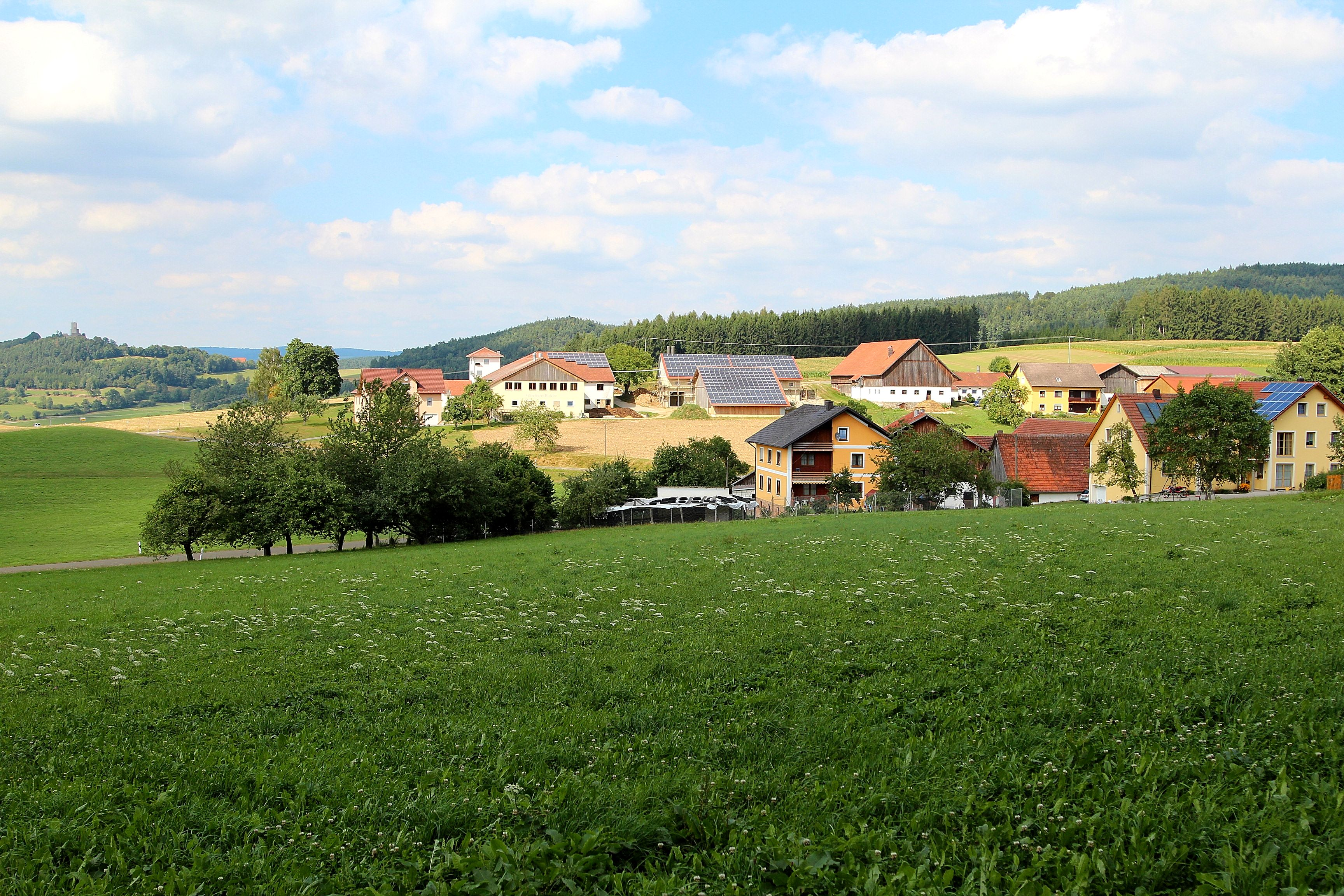
Sallach (2013)
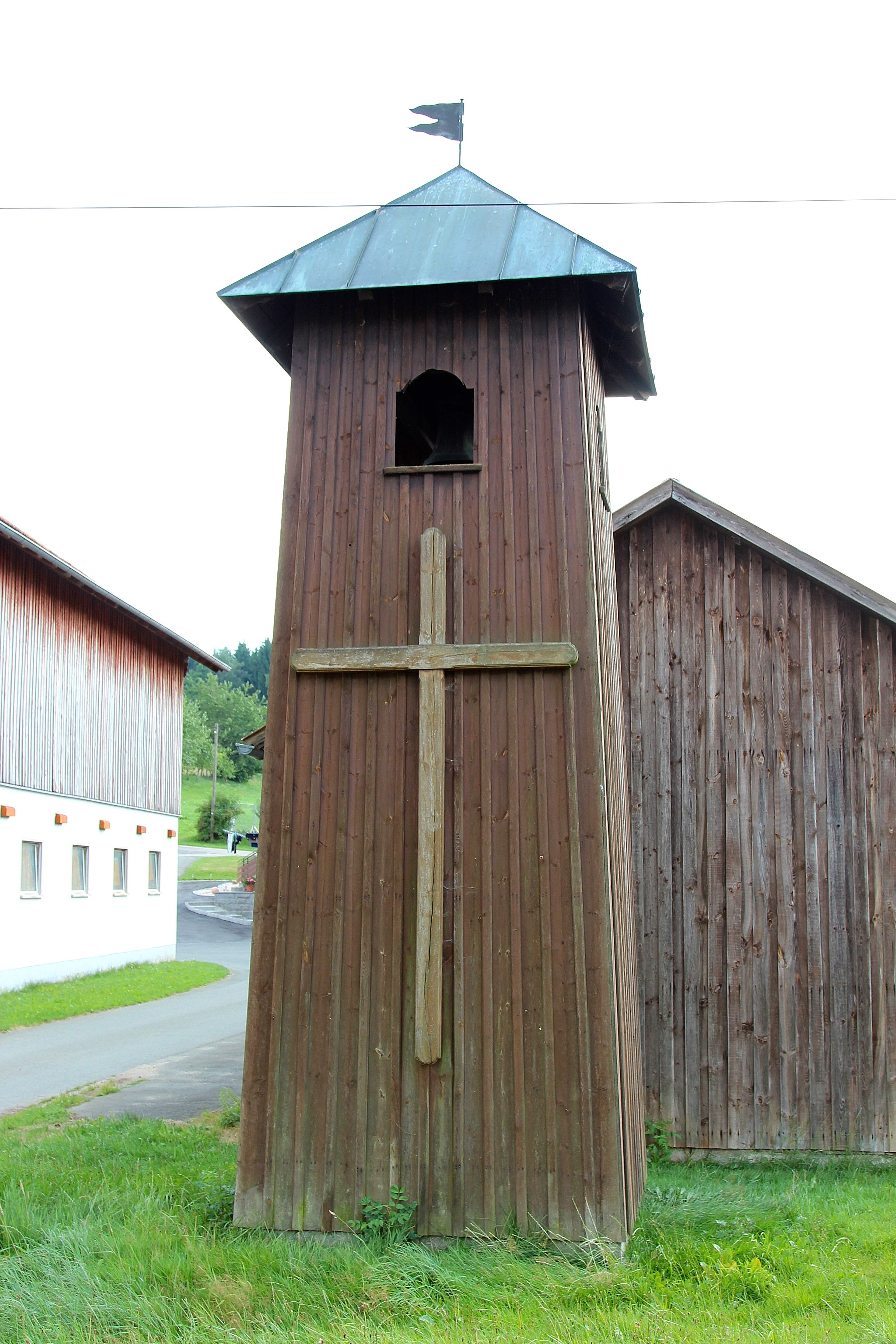
Glockenturm (2013)
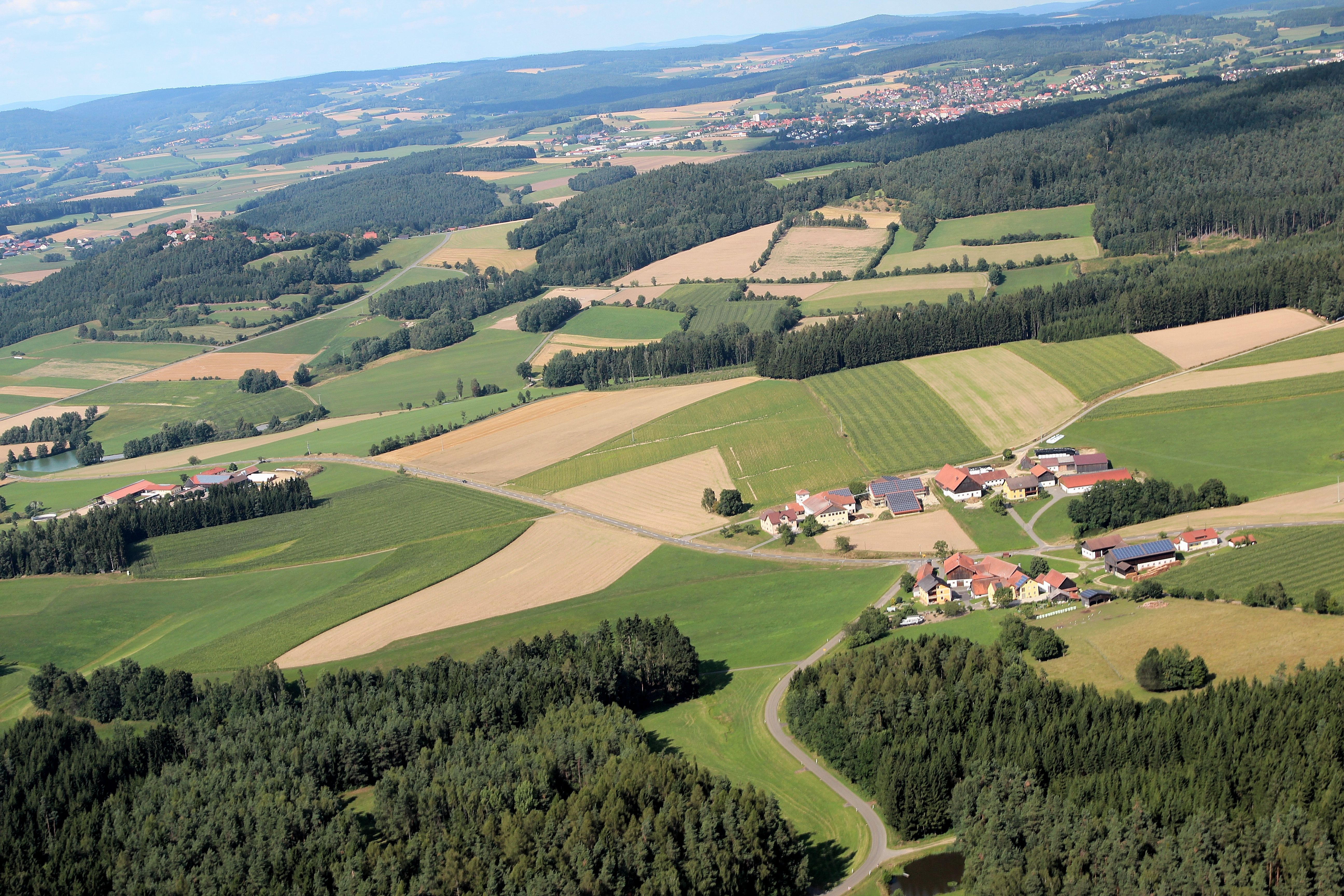
Sallach, Burgruine Obermurach (2013)